# برگویل (ماساچوست)
برگویل (به انگلیسی: Braggville) یک منطقهٔ مسکونی در ایالات متحده آمریکا است که در ماساچوست واقع شده‌است. برگویل ۹۱ متر بالاتر از سطح دریا واقع شده‌است.
برگویل محل چندین معدن گرانیت صورتی میلفورد بود که در اواخر قرن نوزدهم ساختمان‌ها و پروژه‌های راه‌آهن را در ایالات متحده تأمین می‌کرد. پس از یک قرن قدرت اقتصادی، روستا پس از جنگ جهانی اول رو به زوال رفت.